# کالج گوچر
کالج گوچر (به انگلیسی: Goucher College) یک کالج هنر در ایالات متحده آمریکا است که در مریلند واقع شده‌است.